# Борисоглебская провокация

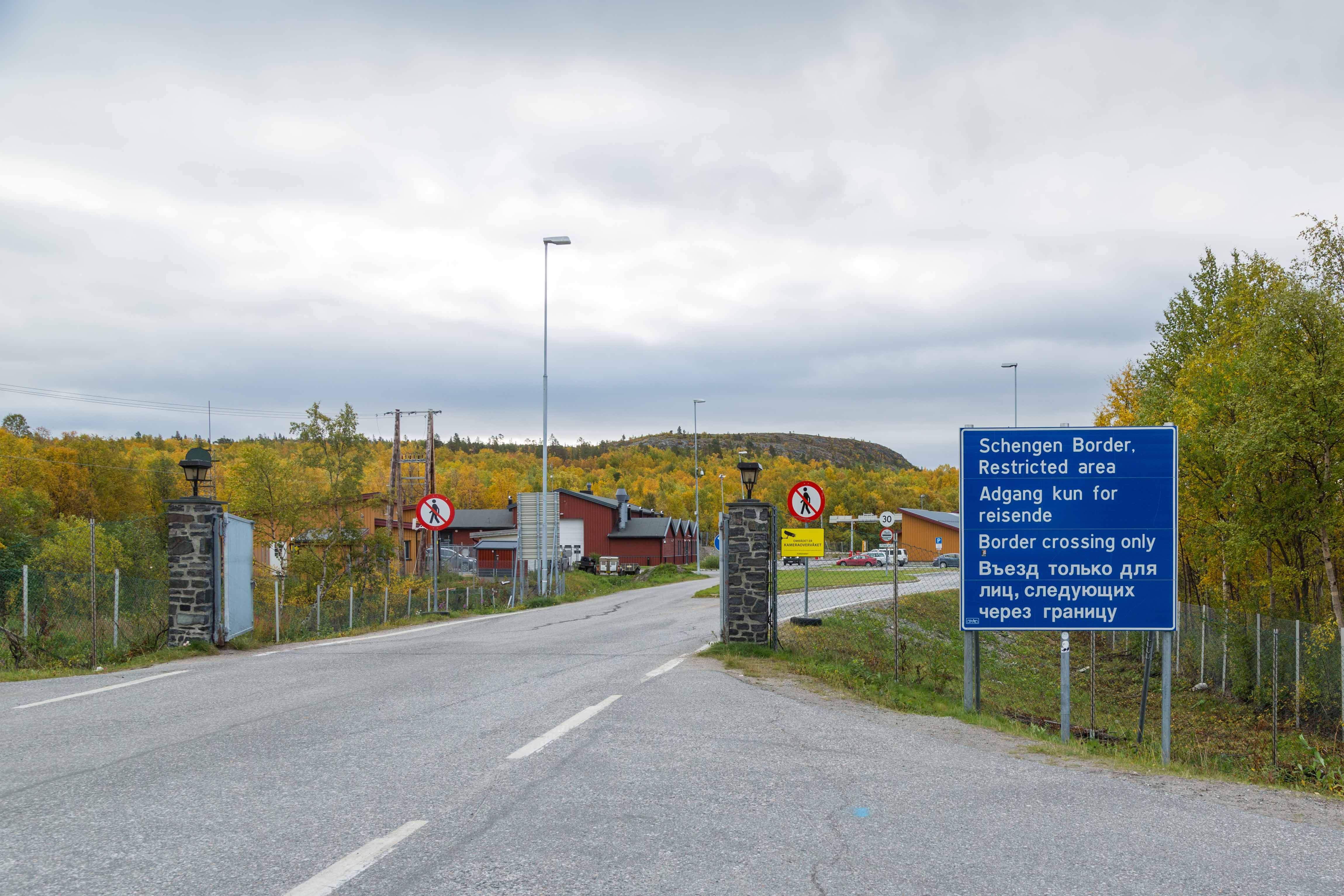
Место происшествия в наши дни

Борисогле́бская провока́ция — эпизод обострения напряжённости периода холодной войны в июне 1968 года, в ходе которого советские танки подъехали вплотную к норвежской границе и навели пушки на норвежские объекты. Это была масштабнейшая акция демонстрации силы со стороны СССР в адрес скандинавских стран со времени окончания Второй мировой войны. События происходили за полярным кругом, под Борисоглебским (норвежское название — Ско́льтфоссен) вокруг единственного пограничного перехода между СССР и Норвегией — «Борисоглебский—Стурскуг». Акция была организована за месяц до ввода советских войск в Чехословакию. Произошедшее шокировало норвежцев. После рассекречивания материалов по инциденту спустя 30 лет, многие аналитики пришли к выводу, что противостояние на норвежско-советской границе являлось ответной мерой СССР на проводившиеся в непосредственной близости учения стран НАТО. В то же время, проведение самим Советским Союзом и его союзниками в непосредственной близости к норвежским границам учений «Север-68», «Океан-68» и ряда других в 1968 году, и ранее, советскую сторону никоим образом не смущало.

## Предпосылки
Норвегия (как и остальные страны Скандинавии) сохраняла относительный нейтралитет и старалась не провоцировать советскую сторону своим участием в совместных учениях НАТО. В 1968 году страны НАТО планировали серию учений в северной части Европы под названием «Полярный Экспресс 68», целью которых была отработка военных действий в случае нападения СССР в Скандинавии. Учения были намечены на 3—22 июня 1968 года и должны были проводиться на территории Северной Норвегии, в месте, которое находилось в пятистах километрах от советско-норвежской границы и никаким образом под определение «непосредственной близости» к СССР не подпадало. В свою очередь, советская пропаганда заблаговременно, ещё с весны 1968 года, начала обвинять Норвегию и НАТО в «провокациях» на границе, «обострении напряжённости в Европе» и т. п. Учения «Полярный Экспресс» вызвали резкую реакцию со стороны высшего руководства СССР; в рамках принятого дипломатического протокола, министр обороны Норвегии Отто Григ Тидеман попросил у посла СССР аудиенции в Москве с высшим генералитетом СССР. Беспрецедентный визит Тидемана (до этого ни один министр обороны страны-участницы НАТО не посещал с официальным визитом СССР) прошёл 16-20 октября 1967 года. В Москве его встретила довольно представительная комиссия во главе с министром обороны СССР маршалом Гречко. Несмотря на официальные заявления, что встреча прошла в конструктивном ключе, дискуссия за кулуарами проходила в напряжённом тоне. Гречко прямо предупредил своего коллегу, что в случае возникновения провокаций во время учений никто не сможет предугадать последствий конфликта, который может возникнуть. Дабы подкрепить свои слова, он пригласил Тидемана на военный полигон Алабино, где продемонстрировал возможность использования тактического ядерного оружия против любой страны-агрессора в случае необходимости.
Вся акция была тем более непривычной для норвежцев, что на протяжении десятилетий со времён образования СССР в приграничной к советско-норвежской границе территории Норвегии норвежские фермеры возделывали землю вплоть до 4 метров до границы с норвежской стороны, в то время как за забором с советской стороны на много километров вглубь советской территории не было никаких признаков жизни и деятельности кроме запретной зоны, контрольно-следовых полос и патрулей с собаками ПВ КГБ СССР, которым было строго запрещено контактировать с иностранцами. Теперь же часть территории у границы с советской стороны была заполонена советскими войсками.

## Ход событий
В начале июня 1968 года Борисоглебск стал местом беспрецедентной в норвежской истории, крупнейшей советской демонстрации военной мощи против Норвегии. 3 июня войска Ленинградского военного округа были приведены в повышенную боевую готовность. 6 июня советская мотострелковая дивизия в полном составе выстроилась в боевой порядок перед границей, наведя стволы всех орудий и бронетехники на норвежские объекты, а на близлежащем к границе советском аэродроме происходила высадка посадочного десанта СССР. Рано утром 7 июня произошла кульминация противостояния — около двухсот советских танков приблизились к норвежской границе. Норвежский пограничный гарнизон (450 военнослужащих), дислоцированный в южной части полуострова Варангер, был приведён в состояние повышенной боевой готовности (всего на всём протяжении двухсоткилометровой норвежско-советской сухопутной границы находилось 6 тыс. норвежских военнослужащих и около 30 тыс. советских). Норвежские военные получили боевые патроны и подготовились к оказанию вооружённого отпора. Согласно полученным указаниям, любое нарушение границы должно было быть встречено огнём. Советская армия остановилась в 30 метрах от границы, нацелив пушки своих танков на норвежские военные объекты. Норвежские военные находились на своих постах в одиночку, в то время как десятки тысяч советских солдат в полном вооружении, прикрываемые бронетехникой, артиллерией и авиацией, перемещались вблизи от границы, — эти массированные перемещения советских войск, военной техники и авиации вблизи норвежской границы продлились пять дней. Всего, по оценкам западных экспертов, в операции с советской стороны было задействовано около 11 тыс. солдат, 4 тыс. морских пехотинцев, 265 САУ, 1300 грузовиков, 50 вертолётов и 20 военно-транспортных самолётов Ан-12. Гул от двигателей советских танков и дрожь земли от такого количества передвигающейся бронетехники были слышны на протяжении всего этого времени в окрестных селениях и подтверждаются как местными жителями, так и всеми служащими Киркенеского пограничного гарнизона. Противостояние продолжалось до 12 июня, когда советские войска отошли из приграничной зоны. Норвежский Стортинг принял резолюцию об участии Норвегии в совместных мероприятиях НАТО, но в то же время отказалось от каких-либо практических оборонительных мер, как-то: объявления военной тревоги или военной угрозы, обращения к союзникам за помощью или же объявить мобилизацию. Вместо этого, власти призвали норвежские медиа не освещать дальше эту историю. И, как резюмирует Кирстен Амундсен, удивительно, особенно для уровня свободы прессы в скандинавских странах, но практически все норвежские издания прислушались к этому призыву властей, кроме приграничной Киркенесской газеты